# Pièce de 1 dollar américain de 1804
Vous lisez un « bon article » labellisé en 2020.
La pièce d'un dollar américain de 1804 ou Bowed Liberty Dollar est une pièce de monnaie frappée par la Monnaie des États-Unis, dont on sait qu'il existe actuellement quinze exemplaires. Bien que portant la date de 1804, aucune n'est frappée cette année-là ; toutes le sont dans les années 1830 ou plus tard. Elles sont d'abord créées pour être utilisées dans des séries de pièces de qualité belle épreuve utilisées comme cadeaux diplomatiques lors des voyages d'Edmund Roberts au Siam et à Mascate.
Edmund Roberts distribue les pièces en 1834 et 1835. Deux autres séries ont été commandées pour des fonctionnaires au Japon et en Cochinchine, mais Roberts meurt à Macao avant qu'elles ne puissent être livrées. En plus des dollars produits pour être inclus dans les sets diplomatiques, la Monnaie frappe quelques exemplaires qui sont utilisés pour des échanges avec des collectionneurs des pièces désirées pour le cabinet des pièces de la Monnaie. Les numismates apprennent l'existence du dollar de 1804 pour la première fois en 1842, lorsqu'une illustration d'un exemple apparaît dans une publication rédigée par deux employés de la Monnaie. Un collectionneur acquiert ensuite un exemplaire de la Monnaie en 1843. En réponse à la demande numismatique, plusieurs exemplaires sont subrepticement produits par des fonctionnaires de la Monnaie. Contrairement aux pièces originales, ces rééditions ultérieures ne portent pas le lettrage correct sur la tranche, bien que les exemples ultérieurs publiés par la Monnaie le portent. Les pièces produites pour la mission diplomatique, celles frappées subrepticement sans gravure sur tranche et celles avec gravure sont connues collectivement sous le nom de dollars de « classe I », « classe II » et « classe III », respectivement.
Depuis leur découverte par les numismates, les dollars de 1804 connaissent des prix élevés. Des enchères atteignent 1 000 dollars en 1885, et au milieu du XXe siècle, ils sont vendus pour plus de 30 000 dollars. En 1999, un exemplaire de classe I s'est vendu pour 4,14 millions de dollars, ce qui est alors le prix le plus élevé payé pour une pièce. En raison de leur valeur élevée, les pièces sont devenues des cibles fréquentes de la contrefaçon et d'autres entreprises de tromperie.

## Contexte

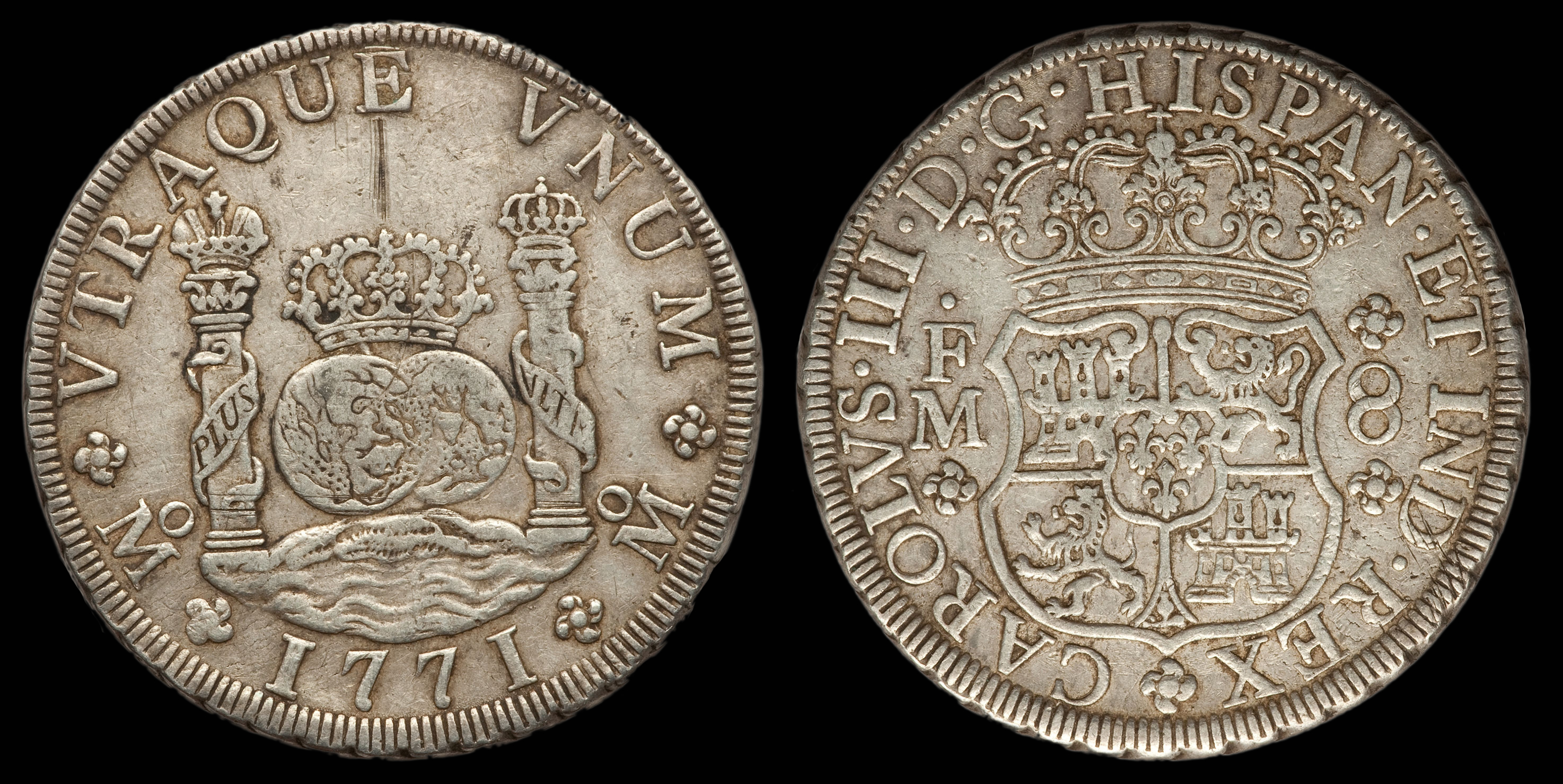
Le dollar espagnol est déclaré comme ayant cours légal aux États-Unis en 1793.

Le Coinage Act de 1792, la législation qui contribue à la création de la Monnaie américaine (Mint of the United States, aujourd'hui la United States Mint), autorise la frappe de plusieurs dénominations de pièces d'or, d'argent et de cuivre. Selon cette loi, le dollar, ou « unité », doit être de la valeur d'un dollar espagnol (pièce de huit ou piastre d'argent) tel qu'il est à ce moment, et contenir trois cent soixante et onze grains et quatorze-seizièmes de grain d'argent pur, ou quatre cent seize grains d'argent standard,. La loi stipule ensuite que la pièce sera frappée dans un alliage composé de 89,2 % d'argent et de 10,8 % de cuivre. Les normes de pureté et de poids définies dans la loi sont basées sur la moyenne de plusieurs analyses effectuées sur des dollars espagnols. Cependant, les dollars sont tenus, par la loi espagnole, de contenir 90,2 % d'argent, et la plupart des exemplaires en circulation aux États-Unis à l'époque contenaient environ 1,75 grains de plus que les dollars en argent autorisés par le Coinage Act. En 1793, le président George Washington promulgue une loi qui déclare que les dollars frappés en Espagne ont cours légal, à condition qu'ils ne pèsent pas moins de 415 grains, ce qui signifie qu'au poids le plus faible autorisé par la loi, les dollars espagnols contiendraient environ 0,5 % d'argent en moins que les pièces de monnaie en dollars des États-Unis,. En conséquence, les dollars américains en argent et les dollars espagnols sont en grande partie retirés de la circulation conformément à la loi de Gresham ; les dollars espagnols plus légers sont expédiés en quantité pour être mis en circulation aux États-Unis, tandis que les pièces plus lourdes sont remises à la Monnaie de Philadelphie pour être réintroduites dans la monnaie américaine afin de profiter de la différence de poids. À l'époque, les lingots d'argent sont exclusivement fournis à la Monnaie par des déposants privés qui, conformément à la loi sur les pièces de monnaie de 1792, ont le droit de faire frapper leurs lingots gratuitement,. Comme les pièces d'argent d'un dollar ou plus sont très utilisées dans le commerce dans le monde entier, en particulier en Chine, un nombre considérable de dollars américains, produits avec les lingots déposés à la Monnaie, sont exportés pour satisfaire cette demande.
Les premières pièces de monnaie d'un dollar, connues sous le nom de « Flowing Hair dollars », sont émises par la Monnaie à partir de 1794. En 1800, une majorité de déposants demandent que leurs lingots soient frappés en pièces d'un dollar d'argent, qui utilisent alors le dessin du dollar Draped Bust. Cela contribue à une pénurie de petite monnaie en circulation, et par conséquent, le public devient de plus en plus critique à l'égard de la Monnaie. Le directeur de la Monnaie, Elias Boudinot, commence à encourager les déposants à accepter les pièces fractionnées, et la production de pièce d'un dollar commence à diminuer par rapport aux petites pièces. Elle cesse en mars 1804, bien qu'elles portent la date de 1803,,. Dans son rapport de 1805, le directeur de la Monnaie, Robert Patterson, déclare que « la frappe de petites pièces est une mesure qui a été adoptée pour répondre aux besoins des banques et des autres déposants, et à leur demande particulière, à la fois pour assurer un approvisionnement en petite monnaie, et pour empêcher l'exportation de l'espèce des États-Unis vers des pays étrangers ». Bien qu'aucune frappe ne soit effectuée depuis plus de deux ans, le secrétaire d'État James Madison suspend officiellement la frappe de pièce d'un dollar en argent le 1er mai 1806, en adressant une lettre à Patterson :

« Monsieur : Suite à une déclaration du directeur de la Banque des États-Unis selon laquelle des achats considérables de dollars frappés à la Monnaie ont été faits en vue de leur exportation, et comme il est probable que d'autres achats et exportations seront effectués, le Président ordonne que tout l'argent qui sera frappé à la Monnaie soit en petites dénominations, de sorte que la valeur des plus grosses pièces ne dépasse pas un demi-dollar. »

## Description
La pièce d'un dollar de 1804 n'est pas une édition spéciale ou une série de collection, mais une pièce régulière en circulation, le dollar Draped Bust, qu'on arrête de frapper en 1803 et qui est refrappé à plusieurs reprises plus tard.
Bien que le concepteur de la pièce soit inconnu, l'artiste Gilbert Stuart est largement reconnu comme étant son créateur. Le directeur de la Monnaie, James Ross Snowden, commence à faire des recherches sur les débuts de l'histoire de la Monnaie des États-Unis et de sa frappe dans les années 1850, période pendant laquelle il interviewe des descendants de Stuart qui affirment que leur ancêtre est le concepteur. Il est suggéré que la mondaine de Philadelphie Ann Willing Bingham sert de modèle pour la pièce. Plusieurs esquisses sont approuvées par le graveur de la Monnaie Robert Scot et le directeur Henry William de Saussure et envoyées au président George Washington et au secrétaire d'État Thomas Jefferson pour obtenir leur approbation.
Une fois l'approbation reçue, les dessins sont envoyés à l'artiste John Eckstein pour être rendus en modèles de plâtre qui servent de guide pour la découpe des matrices, qui est faite à la main. Eckstein, que Walter Breen qualifie de « bidouilleur artistique local » et qu'un artiste contemporain qualifie de « bête de somme » parce qu'il est prêt à réaliser n'importe quelle œuvre, peinture ou sculpture, à la simple demande d'un client, reçoit trente dollars pour son travail de préparation des modèles de l'avers de la Liberté et du revers de l'aigle et de la couronne. Après la création des modèles en plâtre, les graveurs de la Monnaie de Philadelphie (dont Scot) commencent à créer des moyeux qui vont servir à fabriquer des matrices pour les nouvelles pièces.
Sur l'avers, on peut voir, au centre, une représentation de la Liberté, la tête d'une femme aux cheveux longs et son buste drapé (donnant le nom à la pièce). Dans la partie supérieure est écrit le mot LIBERTY et l'année de frappe se trouve dans la partie inférieure. Sept étoiles sont gravées du côté gauche et six du côté droit, référence aux treize premiers états de l'Union.
Le revers comprend, au centre, un aigle héraldique surmonté de treize étoiles et les mots UNITED STATES OF AMERICA sont gravés sur tout le contour de la pièce.

## Production

### Mission diplomatique d'Edmund Roberts
En 1832, le transporteur de fret Edmund Roberts, bien qu'il n'ait pas de titre officiel, agit en tant qu'envoyé en Asie au nom du gouvernement des États-Unis, avec l'intention de négocier des accords commerciaux dans la région,,. Au cours de sa mission, il conclut des ententes avec Said bin Sultan, le sultan de Mascate et d'Oman, et le Phra Khlang de Siam (la Thaïlande actuelle), un important ministre des finances de cette nation. Roberts reçoit des objets qui doivent être offerts en cadeau aux fonctionnaires avec lesquels il négocie, mais il les décrit comme étant de très mauvaise qualité et d'une valeur insignifiante. Après la ratification des traités aux États-Unis, Roberts doit retourner au Siam et à Mascate pour recevoir l'approbation des représentants de ces nations. Dans une lettre au département d'État datée du 8 octobre 1834, Roberts dépeint les cadeaux de son précédent voyage comme inadéquats et insultants pour ses hôtes en Orient. En plus de plusieurs autres articles, il demande un ensemble de pièces de monnaie comme offrande appropriée à Saïd bin Sultan :
« Je ne sais pas trop quels articles seront les plus acceptables pour le sultan, mais je suppose qu'un ensemble complet de nouvelles pièces d'or, d'argent et de cuivre des États-Unis, soigneusement disposées dans un étui en maroquin puis recouvertes d'une enveloppe extérieure, serait approprié pour être envoyé non seulement au sultan, mais aussi à d'autres Asiatiques. »
Dans une lettre envoyée le 11 novembre 1834 au directeur de la Monnaie, Samuel Moore, le secrétaire d'État John Forsyth approuve la suggestion de Roberts, en écrivant :

« Le président [Andrew Jackson] a ordonné qu'un jeu complet de pièces de monnaie des États-Unis soit envoyé au roi de Siam et un autre au sultan de Mascate. Il vous est donc demandé de faire parvenir au ministère, à cette fin, des doubles des spécimens de chaque type actuellement en usage, qu'ils soient en or, en argent ou en cuivre. »

Il demande également à Moore de faire fabriquer deux boîtes en maroquin pour abriter les pièces. Il déclare que l'une doit être de couleur jaune et l'autre cramoisie, et que des fonds pourraient être tirés du Trésor pour la valeur des boîtes et des pièces. Plus tard, dans une lettre datée du 2 décembre 1834, Forsyth demande à Moore d'inclure des emblèmes nationaux (dont un aigle et des étoiles) sur l'extérieur des caisses.
Dans leur livre « The Fantastic 1804 Dollar », les historiens numismatiques Eric P. Newman et Kenneth Bressett affirment qu'un problème s'est posé à la Monnaie pour interpréter l'ordre de Forsyth. Comme sa correspondance initiale indique que les séries doivent comprendre des pièces de tous les types alors en usage, les responsables de la Monnaie ont inclus à la fois le dollar en argent et l'eagle en or,,. Le moratoire sur les pièces de monnaie d'un dollar en argent a été levé en 1831, mais aucune pièce n'est frappée depuis celles émises en mars 1804. Deux séries de pièces, frappées en belle épreuve, sont achevées et livrées avec leurs boîtes à Roberts peu avant son départ sur le USS Peacock le 27 avril 1835. Les dollars inclus dans les coffrets portent le dessin du dollar Draped Bust, une représentation allégorique de la Liberté à l'avers et un aigle héraldique au revers. Une liste de cadeaux diplomatiques est également proposée pour les missions au Japon et en Cochinchine (aujourd'hui partie du Viêt Nam), qui comprend deux séries de pièces supplémentaires.
Roberts livre le premier jeu de pièces à Said bin Sultan le 1er octobre 1835 et le suivant au roi Rama III de Siam l'année d'après, le 6 avril 1836. Roberts meurt à Macao le 12 juin 1836, avant de pouvoir prendre contact avec d'autres nations. Le 30 juin, Edmund P. Kennedy, commodore de la flotte diplomatique, écrit au département d'État qu'il a ordonné que « les cadeaux [qui sont restés non offerts à cause de la mort de Roberts] soient renvoyés aux États-Unis ». Les jeux destinés à la Cochinchine et au Japon sont inclus dans l'envoi des cadeaux retournés. Toutes les pièces d'un dollar frappées pour être incluses dans les ensembles de cadeaux diplomatiques sont sans doute datées de 1804. On ne sait pas pourquoi cette date est choisie, mais l'historien numismatique R.W. Julian suggère que cela a pu être fait pour éviter de mettre en colère les collectionneurs qui n'auraient pas pu acquérir la pièce datée de 1834 pour leurs collections ; le chef monnayeur Adam Eckfeldt, après avoir consulté Moore, détermine par erreur que 19 570 pièces d'un dollar portant la date de 1804 sont frappées cette année-là,,,,. Ceux pour les ensembles de cadeaux diplomatiques, ainsi que d'autres exemplaires frappés avec les mêmes matrices, sont collectivement désignés sous le nom de dollar de 1804 « Classe I ». Au total, huit spécimens de ce type sont connus aujourd'hui.

### Frappes ultérieures

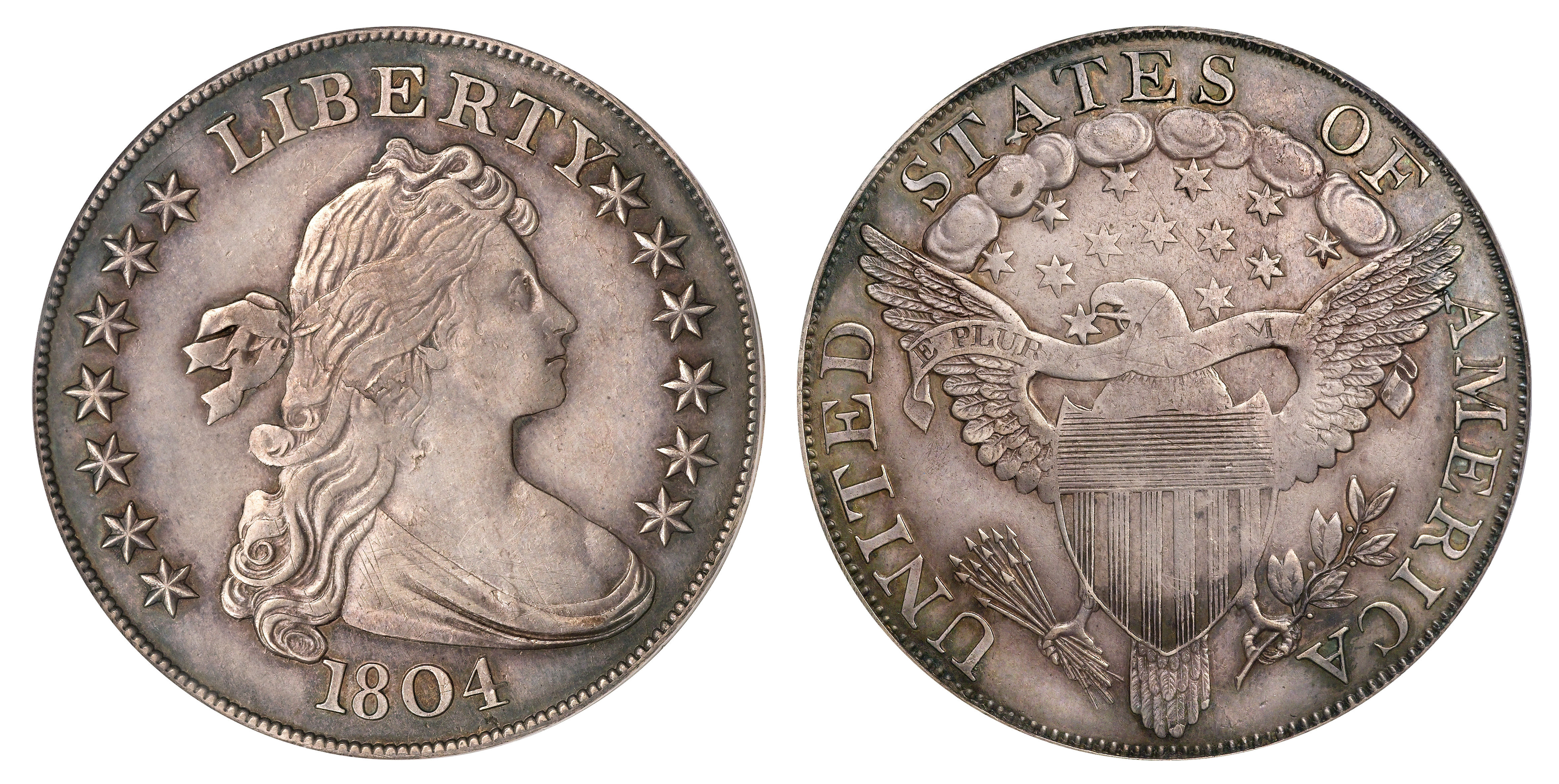
Un dollar de 1804 de Classe III.

Au cours du XIXe siècle, les employés de la Monnaie produisent des copies non autorisées de médailles et de pièces de monnaie, parfois antidatées. Bien que les frappes de pièces de monnaie soient créées ouvertement à la Monnaie de Philadelphie à partir des années 1830, la pratique devient clandestine à la fin des années 1850. Dans les décennies qui suivent la production des premières pièces d'un dollar de 1804, les collectionneurs apprennent leur existence et souhaitent les obtenir. Plusieurs sont frappées à la Monnaie en 1858. Ces pièces, connues sous le nom de dollar de 1804 « Classe II », ont des bords unis et non lettrés, contrairement aux dollars Draped Bust de l'émission standard et à ceux produits comme cadeaux diplomatiques, qui ont tous des lettres sur tranche, appliquées par la machine Castaing. En 1859, James Ross Snowden, le trésorier de la Monnaie, demande sans succès au secrétaire au Trésor la permission de créer des modèles et des frappes de pièces rares pour les vendre aux collectionneurs, et cette année-là, des négociants commencent à offrir au public des dollars de 1804 à tranche lisse. Au moins trois pièces sont mises en vente par différents vendeurs en 1859, et le négociant en pièces Ebenezer Locke Mason affirme qu'il s'en est vu offrir trois par Theodore Eckfeldt, un employé de la Monnaie et neveu d'Adam Eckfeldt. Après que le public apprend que les responsables de la Monnaie ont autorisé de nouvelles frappes, un scandale mineur éclate, qui donne lieu à une enquête du Congrès et à la destruction de matrices de monnaie périmées. La controverse incite William E. DuBois, contrôleur de la Monnaie, à tenter, en 1860, de rappeler les exemplaires du dollar de 1804 qui sont en mains privées,. Selon DuBois, on sait que cinq pièces de monnaie appartiennent à des particuliers, dont quatre sont récupérées. Il déclare que trois d'entre elles sont détruites en sa présence, et que la dernière ajoutée à la collection de pièces de la Monnaie (dont il est le conservateur, et qui est aujourd'hui la Collection numismatique nationale), où elle se trouve encore aujourd'hui. Cette pièce, qui est le seul spécimen de classe II connu, a été frappée sur un thaler suisse de 1857, frappé pour la fête fédérale de la chasse qui se tient à Berne. La cinquième pièce, à laquelle DuBois fait allusion, n'est pas comptabilisée actuellement, bien que sa tranche ait pu être gravée après sa récupération pour tenter de la faire passer pour une originale. Les pièces avec un lettrage ajouté sont connues sous le nom de dollar de 1804 « Classe III ». La matrice de l'avers du jeton utilisé pour frapper les dollars de 1804 de classe II et de classe III est déposée en garde en 1860, et celle du revers est détruite cette année-là. La matrice de l'avers est détruite en 1869.

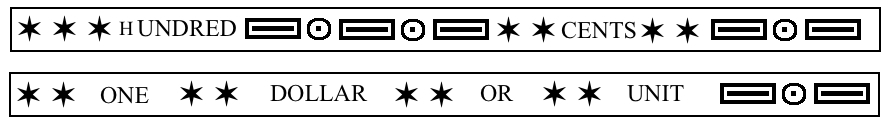
Une illustration des lettres de bordure (en deux segments) figurant sur les dollars 1804 de classe I et de classe III.

Les pièces d'un dollar de la classe III sont identiques à ceux de la classe II, sauf qu'un lettrage similaire à celui des dollars de la classe I est appliqué sur le bord des pièces. Compte tenu de l'aspect légèrement concave des dollars de classe III, il est probable que tous ont reçu un lettrage sur la tranche à un moment donné après la frappe ; comme la machine Castaing est censée être utilisée avant la frappe, son utilisation incorrecte entraîne une déformation de la surface de la pièce. Newman et Bressett affirment qu'elles ont été frappées à peu près en même temps que les dollars de classe II, et que les bords ont été gravés et les pièces dissimulées par les employés de la Monnaie jusqu'en 1869, date à laquelle l'une d'entre elles est offerte à un collectionneur de pièces, qui la rejette en disant que c'est une nouvelle frappe. Cependant, le numismate S. Hudson Chapman pense que certains dollars de classe III n'ont été frappés qu'en 1876. En 1875, plusieurs sont vendus par le marchand de pièces de Philadelphie, John W. Haseltine. Six exemplaires de la pièce d'un dollar de classe III sont connus aujourd'hui.

## Intérêt numismatique

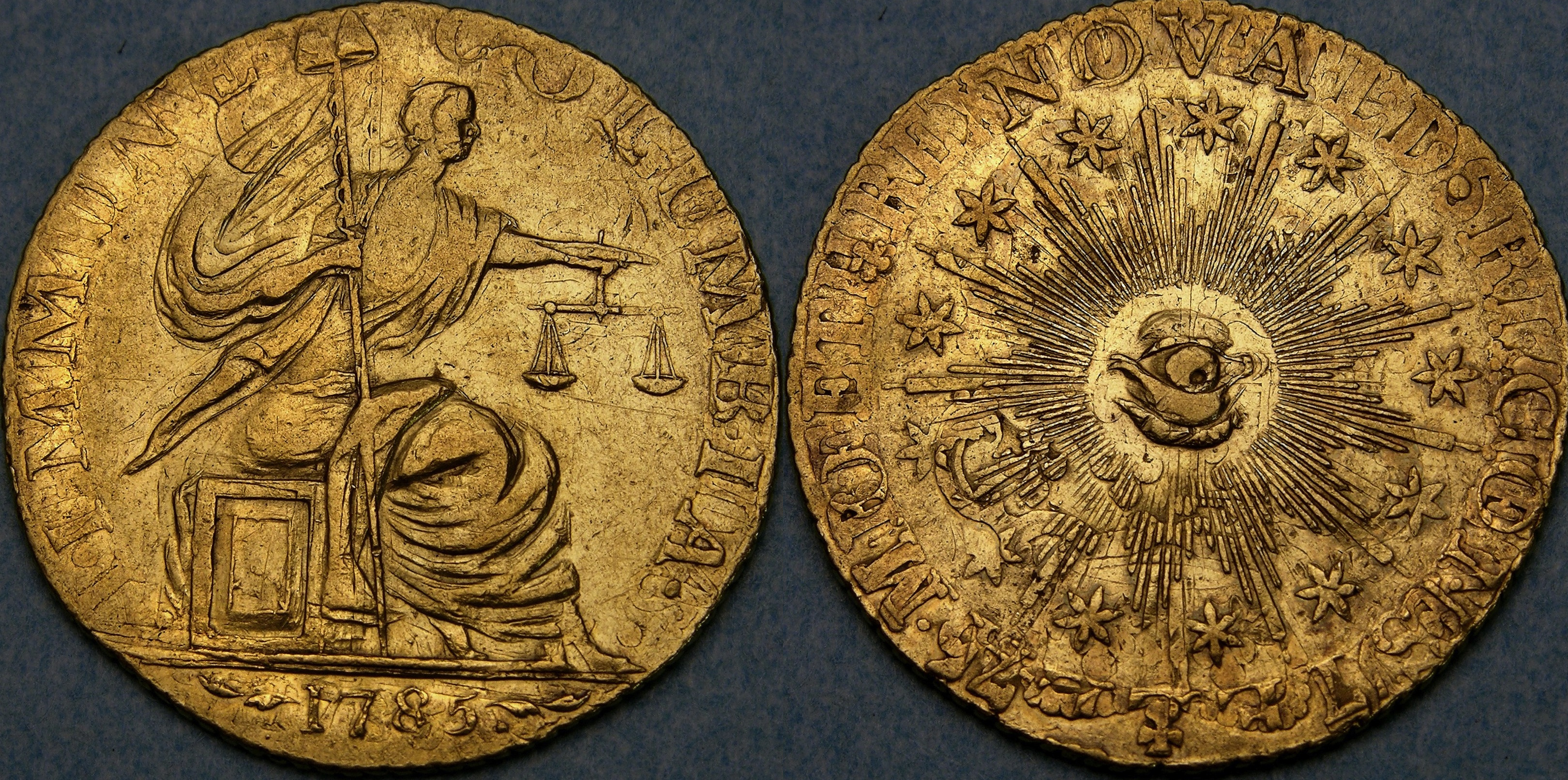
La pièce en or de l'Immune Columbia, échangée par Stickney contre un dollar de 1804.

Les collectionneurs apprennent l'existence de la pièce d'un dollar de 1804 pour la première fois en 1842, lorsqu'une reproduction au pantographe d'un spécimen est présentée dans A Manual of Gold and Silver Coins of All Nations, un ouvrage rédigé par les employés de la Monnaie Jacob R. Eckfeldt et William DuBois,. Le premier collectionneur privé à obtenir un exemplaire est Matthew A. Stickney, qui acquiert la pièce de la Monnaie le 9 mai 1843, en échangeant certaines pièces rares de sa collection, dont une pièce unique de l'Immune Columbia en or. L'intérêt pour la collection de pièces de monnaie et les dollars de 1804 commence à augmenter, et en 1860, ils font l'objet d'une vaste couverture par les numismates. En 1885, le commissaire-priseur W.E. Woodward décrit le dollar de 1804 comme « le roi des pièces », surnom qu'il conserve aujourd'hui. L'historien numismatique Q. David Bowers affirme que le dollar de 1804 a attiré plus d'attention que toute autre pièce de monnaie. Les quinze spécimens existants sont tous reconnus et étudiés par les numismates. Ils sont identifiés par des surnoms basés sur les propriétaires importants, ou les premiers individus connus pour les avoir possédés.
Lors du congrès de l'American Numismatic Association de 1962, le numismate britannique David B. Spink annonce qu'il est en possession d'un spécimen de pièce d'un dollar de 1804 jusqu'alors inconnu. Elle est logée dans un étui en cuir jaune orné d'un aigle et d'autres ornements, conformément à la description de celle qui a été faite pour le roi de Siam. L'ensemble se compose d'un demi-cent, d'un cent, d'une pièce de dix cents, d'un quarter, d'un demi-dollar, d'un dollar, d'un quarter eagle, d'un half eagle et d'un eagle,,. Comme toutes les pièces de la série sont datées de 1834, à l'exception du dollar et de l'eagle, elle constitue la preuve définitive qu'un dollar de 1804 est inclus dans les séries de présents diplomatiques. Selon Spink, le coffret lui a été offert par deux femmes qui, selon lui, sont des descendantes d'Anna Leonowens, tutrice des enfants de Rama IV (demi-frère et héritier de Rama III) et protagoniste fictive de la comédie musicale Le Roi et moi de Rodgers et Hammerstein.
Le coffret est acheté en 2005 par le collectionneur américain Steven Contursi, qui le paie 8,5 millions de dollars lors d'une vente privée.

### Années de production
Le fait qu'aucun dollar de 1804 ne soit frappé en 1804 n'est pas largement accepté par les numismates avant le début du XXe siècle. Avant cette date, l'année même où ils sont frappés reste controversée parmi eux. Au début, les collectionneurs supposent que les dollars de 1804 ont été frappés en 1804, et leur rareté est expliquée par diverses théories. Selon diverses rumeurs, la plus grande partie de la frappe est payée en rançon aux corsaires barbaresques, perdue en mer en route vers la Chine, ou fondue avant de quitter la Monnaie de Philadelphie. En 1867, le numismate W. Elliot Woodward reconnaît que des pièces d'un dollar de 1804 sont frappées comme cadeaux diplomatiques en 1834, mais il croit aussi que d'autres sont frappés en 1804. Les numismates Lyman H. Low et William T. R. Marvin, écrivant pour l'American Journal of Numismatics en 1899, déclarent que « le journal affirme avec assurance qu'aucun dollar datant de 1804 n'a été frappé cette année-là par la Monnaie des États-Unis ». En 1891, le numismate John A. Nexsen écrit que « les dollars de la classe I de 1804 ont sans aucun doute été frappés en 1804 ». En 1905, il revient sur ses affirmations antérieures, déclarant que « personne ne croit plus qu'ils ont été frappés en 1804 ».
Selon Newman et Bressett, la manière dont les dollars de 1804 sont produits est la preuve qu'aucun d'entre eux n'est frappé en 1804. Ils notent que les matrices de bordure de la machine Castaing utilisent un « H » qui est sous-dimensionné par rapport aux autres lettres, les mêmes que celles utilisées sur les dollars Draped Bust tout au long de la production régulière de ces pièces. Cependant, les lettres de bordure de tous les dollars de 1804 de classe I sont déformées et partiellement effacés, ce qui signifie qu'ils n'ont pas été frappés dans une presse à collerette ouverte comme celle utilisée en 1804, mais dans une presse qui utilise une collerette en acier qui n'est introduite à la Monnaie qu'en 1833. La déformation de la gravure sur la tranche est causée par la pression qui pousse le métal de la monnaie contre le collier en acier contenant le flan de la pièce. De plus, de nombreux dollars de 1804 sont frappés en finition belle épreuve, une technique qui est utilisée pour la première fois à la Monnaie en 1817.

### Prix de vente
Depuis que les numismates ont appris l'existence des pièces d'un dollar de 1804, ils atteignent des prix élevés, tant par rapport à leur valeur nominale que par rapport à la valeur numismatique des autres dollars en argent. Quelques exemples anciens sont conservés dans l'armoire à pièces de la Monnaie pour être utilisés dans des échanges, et en 1859, les marchands commencent à offrir des dollars de classe II à 75 dollars,, tandis que Theodore Eckfeldt offre à un marchand de pièces de Philadelphie trois pièces à 70 dollars, chacune. En 1883, un dollar de classe III est acheté à Vienne pour 740 dollars,, et un spécimen de classe I est vendu aux enchères pour 1 000 dollars, en 1885 par Henry et Samuel H. Chapman,. En 1903, un exemplaire s'est vendu pour 1 800 dollars,, et la même pièce est revendue pour 4 250 dollars, en 1941. En 1960, un dollar de classe III atteint 28 000 dollars, lors d'une vente aux enchères organisée par Stack's, une société de pièces de monnaie, et la même pièce atteint 36 000 dollars, lors d'une autre vente de Stack's en 1963. Un spécimen de classe I rapporte 77 500 dollars, lors d'une vente aux enchères de Stack's en 1970, et lors d'une hausse du prix des pièces en 1980, un spécimen de classe III est vendu pour 400 000 dollars, par les galeries Bowers and Ruddy,. Un exemplaire de classe I atteint 990 000 dollars, lors d'une vente aux enchères de Superior Galleries en 1990, et un exemplaire ayant appartenu au collectionneur de pièces Louis E. Eliasberg devient le premier dollar de 1804 à dépasser le million de dollars aux enchères, se vendant 1 815 000 dollars, lors d'une vente organisée par Bowers and Merena, Inc. en 1997.
Le prix atteint un sommet historique en 1999, lorsque le plus beau spécimen connu, classé Proof-68 par le Professional Coin Grading Service, qui est censé avoir été l'exemple présenté à Said bin Sultan, est vendu aux enchères par Bowers and Merena pour 4 140 000 dollars,,. Au moment de la vente, c'est le prix le plus élevé jamais payé pour une pièce de monnaie. En 2008, un exemple de classe I est vendu par Heritage Auctions pour 3 737 500 dollars,, et un exemple de classe III, par la même firme, pour 2 300 000 dollars, en 2009.

### Contrefaçons et reproductions

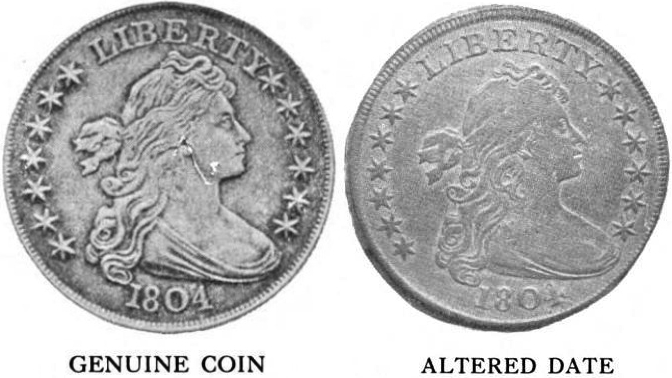
Comparaison entre un dollar authentique de 1804 et un spécimen à date modifiée, tiré d'un livre de 1910 sur le sujet des pièces rares.

Des contrefaçons et de fausses reproductions de la pièce d'un dollar de 1804 sont créées depuis que les numismates ont pris conscience de la valeur élevée des pièces. James A. Bolen, médailleur et collectionneur de pièces de monnaie, qui crée des copies de pièces de valeur entre 1862 et 1869, fabrique un dollar de 1804 en modifiant le dernier chiffre de la date d'un exemplaire de 1803. Bien que Bolen ajoute son nom sur le bord de la pièce, d'autres faussaires créent des pièces à date modifiée dans l'intention de tromper. L'acteur de théâtre du XIXe siècle John T. Raymond (en) achète un spécimen de la pièce, qui se révèle être une contrefaçon, pour 300 dollars. Bien qu'il soit possible de modifier toutes les pièces d'un dollar en argent datées entre 1800 et 1803, celle de 1801 est la plus couramment utilisée à cette fin,.
En plus des dates modifiées, des galvanoplasties du dollar de 1804 sont créées, à la fois à des fins d'étude et de fraude,,. L'une de ces pièces, de la collection de la Monnaie de San Francisco, est décrite par eux comme authentique de 1887 à 1927. Des galvanoplasties sont également créées par des employés de la Monnaie, et l'une d'entre elles sert de base aux reproductions au pantographe qui paraissent dans le manuel de 1842 d'Eckfeldt et DuBois intitulé A Manual of Gold and Silver Coins of All Nations.
Des répliques plus modernes, connues sous le nom de « copies de Saigon », sont souvent proposées en tant qu'originaux à bas prix aux soldats américains pendant la guerre du Viêt Nam. À Saigon et dans d'autres villes du Sud-Viêt Nam, ainsi qu'en Thaïlande voisine, les militaires se voient offrir ces copies par des vendeurs qui prétendent parfois qu'il s'agit d'objets de famille,. En 2012, le fondateur du Professional Coin Grading Service, David Hall, déclare que de fausses pièces d'un dollar de 1804 sont disponibles à Hong Kong depuis des décennies.

## Spécimens connus
| Type       | Avers                                                              | Revers                                                             | Surnom                                                  |
| ---------- | ------------------------------------------------------------------ | ------------------------------------------------------------------ | ------------------------------------------------------- |
| Classe I   | L'avers d'une pièce de monnaie représentant une femme allégorique. | Le revers d'une pièce de monnaie représentant un aigle héraldique. | Mint Cabinet Specimen/U.S. Mint Specimen                |
| Classe I   | L'avers d'une pièce de monnaie représentant une femme allégorique. | Le revers d'une pièce de monnaie représentant un aigle héraldique. | Stickney Specimen                                       |
| Classe I   | L'avers d'une pièce de monnaie représentant une femme allégorique. | Le revers d'une pièce de monnaie représentant un aigle héraldique. | King of Siam Presentation Specimen/Siam Specimen        |
| Classe I   | L'avers d'une pièce de monnaie représentant une femme allégorique. | Le revers d'une pièce de monnaie représentant un aigle héraldique. | Sultan of Muscat Presentation Specimen/Watters Specimen |
| Classe I   | L'avers d'une pièce de monnaie représentant une femme allégorique. | Le revers d'une pièce de monnaie représentant un aigle héraldique. | Dexter Specimen                                         |
| Classe I   | L'avers d'une pièce de monnaie représentant une femme allégorique. | Le revers d'une pièce de monnaie représentant un aigle héraldique. | Parmalee-Reed Specimen                                  |
| Classe I   | L'avers d'une pièce de monnaie représentant une femme allégorique. | Le revers d'une pièce de monnaie représentant un aigle héraldique. | Mickley Specimen                                        |
| Classe I   | L'avers d'une pièce de monnaie représentant une femme allégorique. | Le revers d'une pièce de monnaie représentant un aigle héraldique. | Cohen Specimen                                          |
| Classe II  | L'avers d'une pièce de monnaie représentant une femme allégorique. | Le revers d'une pièce de monnaie représentant un aigle héraldique. | Mint Cabinet Specimen/U.S. Mint Specimen                |
| Classe III | L'avers d'une pièce de monnaie représentant une femme allégorique. | Le revers d'une pièce de monnaie représentant un aigle héraldique. | Berg Specimen                                           |
| Classe III | L'avers d'une pièce de monnaie représentant une femme allégorique. | Le revers d'une pièce de monnaie représentant un aigle héraldique. | Adams Specimen                                          |
| Classe III | L'avers d'une pièce de monnaie représentant une femme allégorique. | Le revers d'une pièce de monnaie représentant un aigle héraldique. | Davis Specimen                                          |
| Classe III | L'avers d'une pièce de monnaie représentant une femme allégorique. | Le revers d'une pièce de monnaie représentant un aigle héraldique. | Linderman Specimen                                      |
| Classe III | L'avers d'une pièce de monnaie représentant une femme allégorique. | Le revers d'une pièce de monnaie représentant un aigle héraldique. | Driefus–Rosenthal Specimen/Rosenthal Specimen           |
| Classe III | L'avers d'une pièce de monnaie représentant une femme allégorique. | Le revers d'une pièce de monnaie représentant un aigle héraldique. | Idler Specimen                                          |